# Lucie Králová (režisérka)
Lucie Králová (* 17. března 1978 Rokycany) je česká režisérka dokumentárních a kombinovaných filmů, scenáristka, dramaturgyně a vysokoškolská pedagožka.

## Život
Absolventka dokumentární tvorby na FAMU a Karlovy univerzity (humanitní vědy). Kromě tvorby se věnuje také pedagogické a dramaturgické činnosti (vede dramaturgický seminář na Katedře dokumentární tvorby FAMU).

## Tvorba
Dvakrát si odnesla cenu za Nejlepší český dokumentární film roku na MFDF Jihlava – v roce 2003 za film Zlopověstné dítě a o dva roky později za film Prodáno. Ocenění se dostalo i jejímu dalšímu filmu Děti z Hartmanic (2005) na festivalu Finále Plzeň. Do povědomí diváků se dostala dále díky dokumentární detektivce Ztracená dovolená (2007), která byla oceněna Křišťálový glóbem jako nejlepší celovečerní dokument na Mezinárodním filmovém festivalu v Karlových Varech v roce 2007. Film byl uveden Asociací českých filmových klubů do české i mezinárodní kinodistribuce na 35mm kopiích. Její nejnovější snímek, dokumentární opera o téměř zapomenutém skladateli a dirigentovi Janu Kaprovi nazvané KaprKód. Ten získal mimo jiné hlavní cenu na Mezinárodním festivalu dokumentárních filmů v Jihlavě v roce 2022.

## Filmografie

### Dokumentární filmy
- 2001: Normální Tonda Dvořák a ti druzí
- 2002: Zlopověstné dítě
- 2003: Nadtrpaslík
- 2004: Aqua Fosilot Medica
- 2004: Děti z Hartmanic
- 2005: Prodáno
- 2006: Ztracená dovolená
- 2006: Hranice pachu
- 2007: Legie – Patria nostra
- 2009: Pahrbek český
- 2011: proStory (autorka a vedoucí projektu, režisérka dílů Źivot v konceptu a Veřejně načerno – spol. s T. Reichovou)
- 2015: Česká fotka (režisérka dílů Hledání nadreality a Český člověk)
- 2015: Ukrajinská čítanka: Ukrajina, davaj, Ukrajina (režisérka)
- 2016: Arzenál (režisérka dílů Jak se chovat a Nová věčnost)
- 2018: Slyšet sen (radiodokument)
- 2022: KaprKód (Kapr Code) celovečerní dokumentární opera